# NGC 5437
NGC 5437 este o liner situată în constelația Boarul. A fost descoperită în 28 iunie 1883 de către Ernst Wilhelm Tempel. Se află la o distanță de 107,65 megaparseci de Pământ.